# Knaresborough
Knaresborough är en stad och civil parish i grevskapet North Yorkshire i England. Staden ligger i kommunen North Yorkshire, strax öster om Harrogate, cirka 26 kilometer nordväst om York. Tätortsdelen (built-up area sub division) Knaresborough hade 15 484 invånare vid folkräkningen år 2011.
I staden finns slottsruinen Knaresborough Castle.